# Suszyca (Karkonosze)
Suszyca (niem. Dürre Hübel, 1062 m n.p.m.) – szczyt w Karkonoszach, w obrębie Śląskiego Grzbietu.

## Położenie i opis
Szczyt położony jest w północno-wschodniej części Śląskiego Grzbietu, w bocznym ramieniu, odchodzącym od Smogorni ku północnemu wschodowi. Poniżej leży Rówienka, a dalej Czarna Góra, która przez Przełęcz pod Czołem łączy się z Czołem. Na północ od Suszycy leżą Borowice, a na wschód Karpacz.
Zbudowana jest z granitu karkonoskiego.
Na południowy zachód od Suszycy znajdują się skałki Kotki.
Częściowo jest porośnięta lasami świerkowymi.

## Szlaki turystyczne
Zboczami Suszycy od północy, wschodu i południa biegnie szlak turystyczny:
- żółty z Borowic przez Starą Polanę, Pielgrzymy, na Słonecznik.